# 음애집
《음애집》(陰崖集)은 조선 중기 사림파인 이자의 문집으로 1754년에 간행되었다.

## 구성
≪음애집≫은 모두 4권 2책 166판으로 되어 있다. 권1에 시(詩) 178수, 부(賦) 2편, 권2에 책(策) 1편, 소(疏) 5편, 서계(書契) 1편, 서(書) 4편, 기(記) 3편, 발(跋) 2편, 잠(箴) 1편, 상량문(上梁文) 2편, 비문(碑文) 1편, 권3에 일록(日錄)과 잡저(雜著) 6편, 권4에 부록으로 행장(行狀)·묘갈음기(墓碣陰記)·기·상량문·소·제문(祭文) 각 1편, 축문(祝文) 2편, 언행척록(言行摭錄) 1편, 시 9수, 연보(年報) 등이 수록되어 있다.

## 의의 및 가치
본서에 실린 이자의 시(詩), 부(賦), 소(疏), 서(書), 기(記), 발(跋) 등은 이자의 예리한 시국관과 현실을 보는 안목이 반영되어 있다. ＜일록＞은 특히 중요하다. 이는 조선 중기 사림파 인사의 현실 인식과 역사관을 살필 수 있다는 점에서 무엇보다 주목된다. ＜일록＞은 이자가 30세 때인 중종 4년(1509) 윤 9월부터 시작하여 같은 왕 11년 12월까지의 사실 중 일부만을 기록한 일기체의 저술이다. 수록된 내용이 시정의 득실, 인물의 현부, 천재지변 등인 것을 볼 때, 당대의 정치·문화·사회·인물을 기록해 역사의 교훈을 삼고자 한 것이다. ＜일록＞에는 특히 조선 당대사의 이해에 가장 중요한 사서인 실록에 수록되지 않은 사실이 기록되어, 당대 역사를 광범하게 살필 수 있기 때문에, 역사서(야사)의 성격을 견지했다는 데 의의가 있다. 이제까지 개인 문집에 수록된 기사가 실록의 편찬 자료로 이용되었는지의 여부에 대해서는 확인할 수 없었다. 그런데 ＜일록＞의 내용 중 상당 부분이 ＜중종실록＞에 수록되었다는 점은 이러한 사실을 규명하는 데 중요한 근거가 된다. ＜일록＞을 비롯해 ≪음애집≫에 수록된 전반적인 내용을 볼 때, 이자의 현실 인식은 상당히 예리하고 구체적이었다. 다만 훈구파 주도의 정치에서 야기된 문제점을 구체적으로 지적하고 대안을 제기하기보다는, 이들과 어느 정도 절충하려는 입장을 견지함으로써 일정 부분 한계점을 지니기도 했다. 그러나 치인(治人)의 입장에서 현실을 보는 감각은 훈구파와 일정한 거리를 두었음이 분명하다.

## 서지 정보
- 김경수·권선길 역, 2009년, 지식을만드는지식[깨진 링크(과거 내용 찾기)] ISBN 978-89-6406-366-8